# Auster B4
El Auster B4 fue un desarrollo británico inusual de la familia de aviones ligeros Auster, en un intento de crear un avión de carga ligero, desarrollado en la década de 1950.

## Diseño
El fuselaje convencional se rediseñó considerablemente, convirtiéndolo en una configuración de cápsula y botalón que llevaba la unidad de cola sobre un botalón alto. La parte trasera de la cápsula del fuselaje estaba equipada con puertas tipo almeja para facilitar la carga y la descarga, y se instaló un tren de aterrizaje de cuadriciclo, conservando las ruedas principales de diseños anteriores de Auster, pero agregando una rueda de cola a cada lado de la cápsula del fuselaje. El piso del fuselaje poseía accesorios para asientos, amarres de carga o camillas para realizar el papel de ambulancia aérea.

## Historia operacional
El prototipo se exhibió en el Salón Aeronáutico de Farnborough en septiembre de 1953.
Aunque evaluado por el Ejército británico con colores militares, no se produjeron encargos civiles ni militares, y no se construyeron ejemplares más allá del único prototipo.

## Especificaciones
Referencia datos: Jane's All The World's Aircraft 1955–56

### Características generales
- Tripulación: Uno (piloto)
- Capacidad: 

  - Tres pasajeros o
  - Dos camillas y un auxiliar o
  - Carga
- Longitud: 7,5 m (24,7 ft)
- Envergadura: 11,3 m (37 ft)
- Altura: 2,6 m (8,4 ft)
- Superficie alar: 17,6 m² (189,8 ft²)
- Peso vacío: 745 kg (1642 lb)
- Peso cargado: 1179 kg (2598,5 lb)
- Planta motriz: 1× motor lineal invertido de 4 cilindros refrigerado por aire Blackburn Cirrus Bombardier 702.
  - Potencia: 130 kW (179 HP; 177 CV)
- Hélices: Bipala
- Capacidad de combustible: 100 L

### Rendimiento
- Velocidad crucero (Vc): 169 km/h (105 MPH; 91 kt)
- Alcance: 480 km (259 nmi; 298 mi)
- Régimen de ascenso: 3,7 m/s (728 ft/min)
- Carrera de despegue para 15 m (50 pies): 379 m
- Distancia de aterrizaje desde 15 m (50 pies): 233 m

## Aeronaves relacionadas

### Aeronaves similares
- Aero Ae 50
- Boeing L-15 Scout
- I.S.T. XL-15 Tagak
- Miles M.68

### Secuencias de designación
- Secuencia Alfanumérica (interna de Auster): ← 6B Terrier - Avis - T.7 - B4 - B5 - AOP.9 - B8 Agricola →